# Joe DeSantis
Joseph G. DeSantis, detto Joe (New York, 24 settembre 1957), è un ex cestista e allenatore di pallacanestro statunitense.

## Carriera
DeSantis ha giocato 4 stagioni con la maglia della Fairfield University, venendo selezionato al secondo giro del Draft NBA 1979 dai Washington Bullets come 44ª scelta assoluta. Non ha tuttavia giocato mai in NBA; scelse infatti di trasferirsi nella Serie A2 italiana alla Canon Venezia, con cui si classificò al 5º posto nel campionato 1979-1980, sfiorando la promozione in Serie A1. Tornato negli Stati Uniti, giocò una stagione nei Maine Lumberjacks in CBA, ritirandosi nel 1981.
Ha intrapreso poi la carriera di allenatore, iniziando come assistente proprio a Fairfield nel 1981, rimanendovi fino al 1988. Dal 1989 al 1992 è stato vice di John Carroll alla Duquesne University; è passato poi alla University of Pittsburgh, e nel biennio 1995-1996 è stato assistente di Brian Mahoney alla St. John's University. Dal 1996 al 2007 è stato capo allenatore alla Quinnipiac University.